# طایفه خثعم

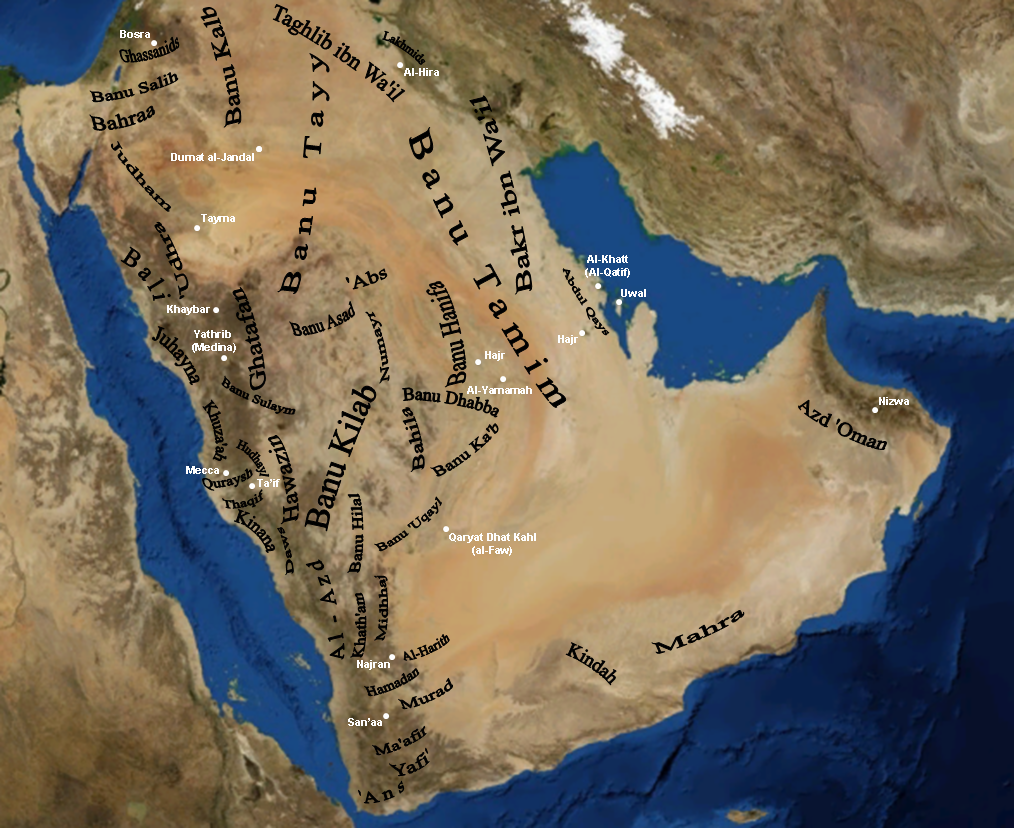

خثعم طایفه ای عرب است که محل اصلی آن غرب شبه جزیره عربستان است.

## شعبه‌های امروزی قبیله خثعم
1. قبیله بنی میمون
2. قبیله شهران بن افراس بن حلف بن خثام
3. قبیله ناهیس بن افراس بن حلف بن خثام
4. قبیله کد بن افراس بن حلف بن خثام
5. قبیله اکلاب بن ربیعه بن نزار بن معد بن عدنان
6. قبیله الفاض بن افراس بن حلف بن خثام
7. قبیله آلیان
8. ایل شمران